# 梅利霍沃农村居民点
梅利霍沃农村居民点（俄语：Мелиховское сельское поселение）是俄罗斯联邦别尔哥罗德州科罗恰区所属的一个农村居民点。其下辖有3个居民点，行政中心为梅利霍沃。据2016年统计，该农村居民点的人口为2629人。